# Rainham (Kent)
Rainham – miasto w południowo-wschodniej Anglii, w hrabstwie ceremonialnym Kent, w dystrykcie (unitary authority) Medway, położone w pobliżu Gillingham, około 63 km od Londynu.  Znajduje się na trasie rzymskiej drogi łączącej Canterbury z Londynem.  Około 6400 mieszkańców (6394 według spisu powszechnego z 2001.  Miasto zostało założone około 1 roku n.e.